# Virus A de la nécrose du tabac
Tobacco necrosis virus A
Espèce
Le virus A de la nécrose du tabac  (TNV-A, Tobacco necrosis virus A) est une espèce de phytovirus du genre Alphanecrovirus (famille des Tombusviridae, sous-famille des Procedovirinae), dont elle est l'espèce-type.
C'est un virus à ARN linéaire, à simple brin de polarité positive, classé dans le groupe IV de la classification Baltimore.
Ce virus infecte les plantes (phytovirus).
Il est transmis par les zoospores d'un champignon du sol, Olpidium brassicae.
Le génome est monopartite. 
Les virions, non enveloppés, sont constitués d'une capside icosaédrique de 28 nm de diamètre.

## Propriétés générales
Ce virus a une vaste gamme d'hôtes (88 espèces de plantes, dont la pomme de terre, le tabac (Nicotiana tabacum), le pétunia, le concombre, la tulipe, les primevères, le persil...). Il peut être isolé à partir de racines de plantes en bonne santé apparente. Dans les cellules infectées, le TNV-A nécessite la présence de son virus satellite pour assurer des fonctions essentielles pour leur réplication indépendante.
Chez la pomme de terre, cette virose entraîne des nécroses sur la peau des tubercules. Elle a reçu également le nom de « virose ABC », d'après les trois types de symptômes relevés selon le stade d'évolution de la maladie : A, boursouflures brunâtres de la peau, B, taches brun-noir enfoncées, souvent en forme de fer à cheval, C, taches brun-clair évoquant les symptômes de la gale commune. La maladie ne semble pas se transmettre par les tubercules infectés.